# Oswaldo Wolff Dick
Oswaldo Wolff Dick (Vera Cruz, 13 de julho de 1925 — Porto Alegre, 22 de junho de 2022) foi um médico brasileiro.

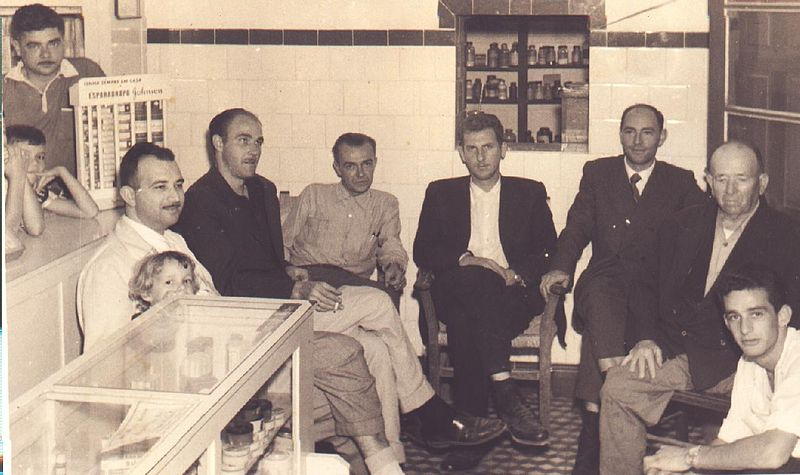
Oswaldo Wolff Dick, terceiro a partir da direita, na farmácia São Salvador, de Newton de Andrade Collaço, em Braço do Norte. O segundo a partir da direita é seu pai, José Luiz Dick.

Filho de José Luiz Dick e Alice, casou com Carmem Janiseck em 1952. Graduado em medicina pela Universidade Federal do Rio Grande do Sul (UFRGS), em 1951. Após a formatura foi médico do Hospital Santa Terezinha de Braço do Norte, durante oito anos. Retornou depois para Porto Alegre, onde foi diretor do Instituto Médico Legal. Foi um dos fundadores da Associação Médica do Rio Grande do Sul (AMRIGS). Foi diretor clínico do Hospital Conceição.

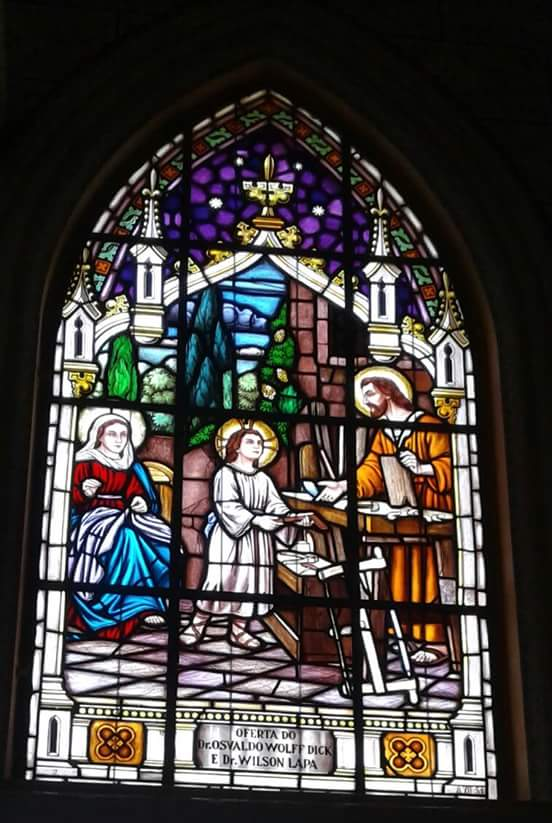
Vitral da Igreja Nosso Senhor do Bonfim de Braço do Norte, ofertado pelos médicos radicados em Braço do Norte no Hospital Santa Terezinha Oswaldo Wolff Dick e Vilson Lapa. Fotografia do bioquímico Roberto Pereira, dezembro de 2017

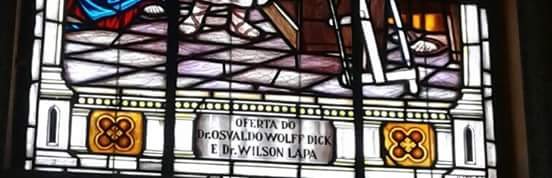
Detalhe de vitral da Igreja Nosso Senhor do Bonfim de Braço do Norte, ofertado pelos médicos radicados em Braço do Norte no Hospital Santa Terezinha Oswaldo Wolff Dick e Vilson Lapa. Fotografia do bioquímico Roberto Pereira, dezembro de 2017